# Estella-Lizarra
Estella-Lizarra (spanska: Estella [es'teʎa], baskiska: Lizarra [li'sara]) är en stad och kommun i den autonoma regionen Navarra i norra Spanien. Staden ligger cirka 35,5 kilometer sydväst om Pamplona. Kommunen har 14 329 invånare (2024), på en yta av 15,45 km².
Fotbollsspelaren Javi Martínez är född i staden.

## Historia

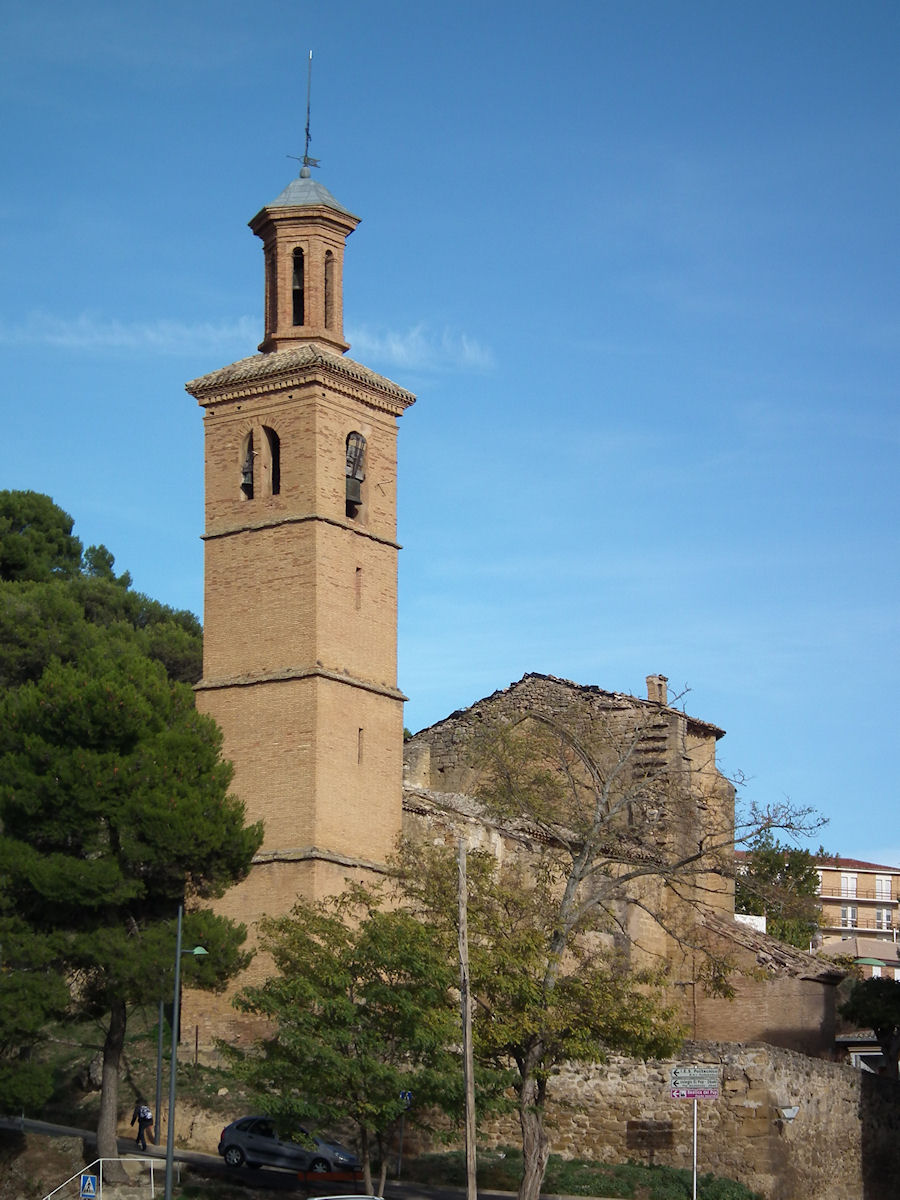
Iglesia de San Pedro de Lizarra.

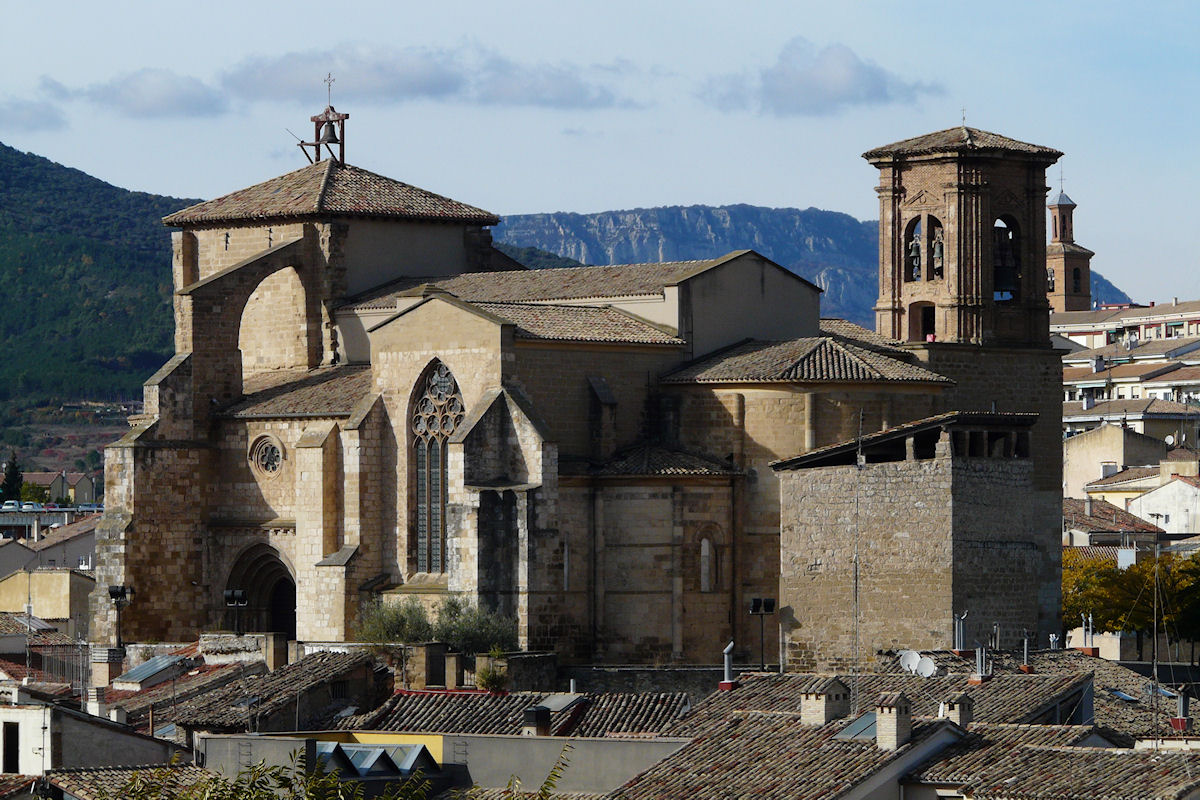
Iglesia de San Miguel.

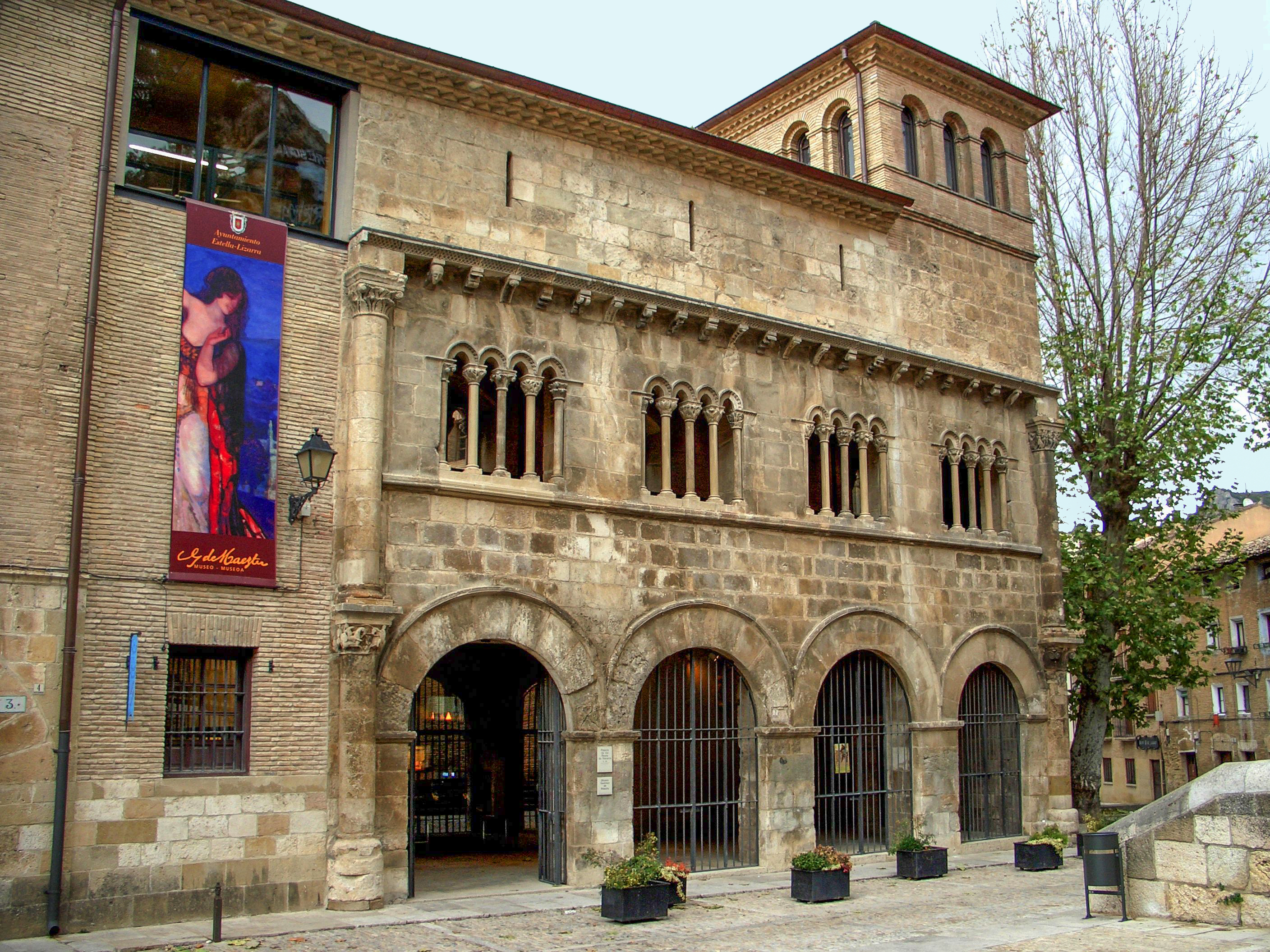
Det kungliga palatset i Navarra.

En ort med namnet Lizarra nämns för första gången år 958. Området gränsade då till de muslimska områdena på iberiska halvön. Några historiska platser i närheten är bland andra Zarapuz, som omnämns i två apokryfiska dokument daterade år 989 och 992, och Ordoiz. Båda platserna är numera obebodda och ligger i stadsdelen Noveleta, öster om den nuvarande staden, på floden Egas högra strand. På båda platserna låg i början av 1000-talet små kloster, varav det ena tillhörde det kungliga klostret San Juan de la Peña och det andra till benediktinerklostret Irache.
Den ursprungliga byn Lizarra återerövrades förmodligen av Sancho I av Pamplona. Det var då en mindre stad med en befolkning av i huvudsak livegna personer. Staden skyddades av ett slott och hade en kyrka tillägnad aposteln Petrus. Staden lydde under kungen av Pamplona och styrdes av en ålderman utsedd av honom. Stadens primära funktion var övervakning och försvar av gränsen mot det moriska Spanien.
Med utgångspunkt i Lizarra utvidgade Sancho I gränserna söderöver. Han ockuperade San Esteban de Deyo (Monjardín), som dittills hade kontrollerats av släkten Banu Qasi och han befäste Cárcar och Calahorra.
Den befästa bosättningen Lizarra beviljades år 1090 stadsprivilegier av kung Sancho I av Aragonien.
Staden blev ett landmärke på pilgrimsleden Jakobsleden till Santiago de Compostela. Området gynnades av det geografiska läget och befolkningen var en blandning av personer som kallades in av Navarras kungar (främst occitaner från Auvergne och Limousin), judar och Navarras ursprungliga invånare. Rikedomen resulterade i en utveckling av romansk arkitektur, väl representerad i staden: kyrkan San Pedro de la Rúa, Palacio de los Reyes de Navarra och kyrkan San Miguel är de mest anmärkningsvärda av dessa byggnader.
Staden var länge högkvarter för Don Carlos, som utropades till kung där 1833. Det var högkvarter för carlismrörelsen i carlistkrigen i mitten av 1800-talet, med Tomás de Zumalacárregui utnämnd till överbefälhavare i Estella-Lizarra. Den 16 februari 1876 kapitulerade carlisterna i staden.
Mellan 1927 och 1967 var staden slutstation för järnvägen Ferrocarril Vasco-Navarro som sträckte sig upp till Bergara. Järnvägen byggdes mellan 1920 och 1927 av spanska staten och den invigdes 23 september 1927. Baningenjör var Alejandro Mendizabal Peña. Linjen elektrifierades 1938. År 1967 lades järnvägen ned och sedan 2023 är den gamla sträckan en cykelled i Spanien.
År 1924 grundades Club Deportivo Izarra som är stadens fotbollsklubb. Stadens cykelklubb arrangerar endagarstävlingen Gran Prix Miguel Induráin.

## Geografi
Kommunen ligger i norra Spanien, i den central-västra delen av Navarra. Kommunen sträcker sig över en yta på 15,45 km² och gränsar till följande kommuner: i väster till Ayegui och Allín, i norr till Valle de Yerri, i öster till Villatuerta och i söder till Aberin.

### Topografi
Staden ligger på 421 meters höjd och är omgiven av berg som Montejurra, Peñaguda, Cruz de los Castillos, Santa Bárbara och Belástegui. Staden är gömd mellan bergen, vilket har gett upphov till ett talesätt: Du ser inte Estella förrän du når henne. De omgivande bergen mildrar klimatet och skyddar orten från vind.

### Hydrografi
Genom staden rinner floden Ega, som är en biflod till Ebro. Ega bildar genom staden en stor meander (flodkrök) och ger vatten till fruktträdgårdarna och trädgårdsområdena i staden.
Floden Egas genomsnittliga flöde genom Estella-Lizarra är 13,76 m³/s. När Ega rinner in i kommunen får floden ett biflöde från vattendraget Urederra, på en plats som kallas Puente de la Cadena ("kedjebron"). Senare, innan floden kommer fram till staden Estella-Lizarra, tillkommer ett biflöde som rinner från orten Bearin. I samma stad, på den högra stranden ligger en källa som heter Agua Salada, vid foten av karstmassivet Santa Barbara.
Floden hade tidigare tre dammar för att ge kraft åt olika industrier. De två första dammarna är raserade. Den första var anlagd för Harinera de Zaldu (en kvarn från 1800-talet) som idag är Hotel Tximista, och den andra var anlagd före bron i San Juan. Den tredje dammen som fortfarande används är anlagd längre ner, förbi den heliga graven, och därifrån leder en kanal. Nedströms stadsdelen La Merced avskiljs en annan kanal från floden, som rinner parallellt med floden, och den kanalen förser en liten vattenkraftsdamm i Ordoiz med vatten. Detta ligger intill gångbron för Jakobsleden.

### Klimat
Kommunen har medelhavsklimat. Den genomsnittliga årstemperaturen är 13 °C, med en genomsnittlig nederbörd på 570 mm per år. På vintern är frost ganska vanligt. Staden har två väderstationer, båda ägda av Navarras regering: en manuell, installerad 1991 och en automatisk, installerad 1992.

### Flora och markanvändning
Vegetationen i staden och dess omgivningar tillhör en övergångszon av medelhavstyp, med några små influenser från Biscayabukten i Atlanten. Nedanför Sierra de Urbasa vid Somontano ersätts bokskogarna på de fuktiga höjderna av ekar och stenekar. Avverkningen av dessa skogar har gjort att området söder om staden är beväxt med buskage, som huvudsakligen består av rosmarin, lavendel, timjan och andra doftande örter.
Kommunen Estella är relativt liten (15,45 km²) och är präglad av mänskliga ingrepp. År 2009 var 30 % av landytan åkermark, 25 % definierades som improduktiv mark (impediment) och resterande 45 % var skogsmark, som mestadels bestod av busk- och gräsmark. Av skogsmarken har det mesta återplanterats med aleppotall och svarttall, vilket har lämnat lite utrymme för inhemska arter.